# Štítná chrupavka
Štítná chrupavka (latinsky cartilago thyroidea, ačkoliv jazykově správně by bylo cartilago thyreoidea – z řec. thyreos, štít) je hyalinní chrupavka obepínající hrtan savců, která se pravděpodobně vyvinula přeměnou IV. nebo V. žaberního oblouku za přispění buněk neurální lišty. Je to nepárová struktura, jenž se podílí na vytvoření pevného skeletu kolem hrtanu.

## Anatomie člověka

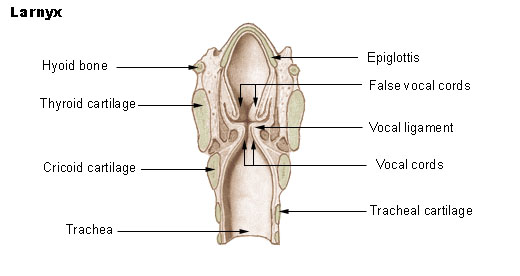
Podélný řez hrtanem, včetně štítné chrupavky („thyroid cartilage“)

Štítná chrupavka je u člověka poměrně mohutný útvar, který zpředu obepíná část hrtanu a chrání ji. Skládá z levé a pravé ploténky, které jsou vpředu (na „břišní“ straně krku) spojené a vytváří oblou hranu, které se říká ohryzek (též „Adamovo jablko“, odborně prominentia laryngea, tedy „hrtanový výběžek“). Ze štítné chrupavky vzadu vybíhají nahoru a dolů dva páry „rohů chrupavky štítné“. Horní pár rohů se pomocí vazů napojuje na velké rohy jazylky. Spodní pár je opatřen kloubními plochami pro kontakt s prstencovou chrupavkou. Na bocích levé a pravé ploténky se nachází vyvýšená hrana (linea obliqua), která umožňuje připojení některých svalů jazylky (konkrétně m. thyrohyoideus a m. sternothyroideus).
Ve stáří štítná chrupavka charakteristickým způsobem osifikuje (kostnatí) a míra osifikace této chrupavky je jedním ze způsobů, jak se dá odhadnout věk (např. v soudním lékařství či v antropologii).